# ОК-150
ОК-150 — проект советских судовых ядерных реакторов энергетической установки ледокола «Ленин». Представляет собой реакторы с водой под давлением (ВВЯР), в которых используется топливо из урана-235. Всего построено три реактора, объединённые в одну энергетическую установку, проработавшую с 1959 по 1967 год и после нескольких аварий затопленную на Новой Земле.

## История

### Проектирование
Согласно постановлению правительства СССР от 18 августа 1954 года проектирование атомной паропроизводящей установки для ледокола «Ленин» велось в ОКБ Горьковского завода № 92, главный конструктор — И. И. Африкантов, научный руководитель — академик А. П. Александров. Технический проект атомной установки, включавшей три реактора ОК-150, был завершён в марте 1955 года и утверждён к постройке 17 июня 1955 года.

### Эксплуатация
Три ОК-150 были установлены на ледоколе «Ленин» во время его спуска на воду в 1957 году. Позже, после повреждений, нанесённых ядерными авариями в 1965 и 1967 годах, их демонтировали и утилизировали, заменив двумя реакторами второго поколения ОК-900, разработанными для серийных атомных ледоколов типа «Арктика».
За время эксплуатации первой реакторной установки ОК-150 произошло несколько серьёзных инцидентов, которые, наряду с низкой ремонтопригодностью, привели к решению о её замене. Достоверно не известно, соответствуют ли эти инциденты уровням Международной шкалы ядерных событий, но они описаны в различных источниках:
1. Февраль 1965 года. Во время планового ремонта главных циркуляционных насосов первого контура реактора № 2 из-за ошибки оператора произошла кратковременная остановка циркуляции воды через активную зону. Это привело к её перегреву, который в разных источниках описывается как оплавление с разрушением технологических каналов[2], частичное повреждение примерно 60 % тепловыделяющих сборок (ТВС)[3] или серьёзные механические повреждения некоторых ТВС (вплоть до отрыва частей конструкций), обнаруженные при выгрузке ОЯТ[1][4]. 95 отработавших ТВС были перегружены в пеналы хранилища плавучей технической базы «Лепсе»[4]. Оставшиеся 124 ОТВС (около 60 % топлива) были выгружены вместе с экранной сборкой и компенсирующей решёткой, помещены в специальный контейнер, который заполнили твердеющим радиационно стойким консервантом и герметизировали[5]. Контейнер после двухлетней выдержки на берегу поместили в специально построенный понтон и затопили в заливе Цивольки[4][5] на Новой Земле.
2. Осень 1965 года. Во время навигации была обнаружена течь первого контура реактора № 3[2][6]. Вышла из строя вставная нержавеющая плакирующая рубашка одного из парогенераторов, предназначенная для защиты корпуса от коррозии[2]. Возникла течь первого контура во второй[6]. В результате до конца навигации реактор мог работать только на одном парогенераторе с половинной мощностью[1][2].
3. Начало 1966 года. Из-за нарушения технологии сварочных работ в аппаратном помещении произошёл крупный пожар, разрушивший кабельные трассы[1][2]. Последствия пожара с трудом ликвидировали, заменили парогенератор на реакторе № 3[2].
4. Лето 1966 года. При подготовке к навигации[2] или при вводе установки в работу[7] была обнаружена новая течь плакирующей рубашки из нержавеющей стали, на этот раз на силовом корпусе реактора № 1[8]. Устранить её без замены всего реактора было невозможно[7].
5. 1967 год. По сведениям организации «Беллона»[4], была зафиксирована течь трубопроводов третьего контура (охлаждавшего оборудование первого контура) одного из реакторов. При вскрытии неразборной бетонной биологической защиты для поиска места протечки якобы были нанесены серьёзные механические повреждения оборудованию реакторной установки[4].

По разным версиям, окончательное решение о замене установки ОК-150 на ОК-900 было принято после второго, четвёртого или пятого инцидента. Официально оно было оформлено постановлением Совета Министров СССР № 148-62 от 18 февраля 1967 года.

## Технические характеристики
- Топливо: 5%-обогащённый уран в виде керамического диоксида урана (UO2) твэлы с оболочкой. Реактор № 1 имел топливо, обогащённое до 6,5 %[9]. Оболочки ТВЭЛов реактора № 1 были выполнены из нержавеющей стали, реакторов № 2 и № 3 — из циркониевого сплава[9].
- Загрузка топлива: от 75 до 85 кг.
- Мощность одного реактора: 90 МВт, эксплуатационная тепловая мощность: 55 МВт[9].
- Паропроизводительность всей установки: 360 тонн пара в час, температура до 310°C, давление до 28 атмосфер.
- Длительность кампании активной зоны реакторов: до 400 суток[9].

Для теплопередачи и в качестве замедлителя использовалась дистиллированная вода. Активная зона имела высоту 1,6 м и диаметр 1 м. Она состоял из 219 рабочих каналов (тепловыделяющих сборок), всего 7704 тепловыделяющих элемента. В качестве биологической защиты от радиоактивного излучения использовался бетон, смешанный с металлической стружкой.
Корпуса реакторов выполнены из углеродистой стали, диаметр 186 см, толщина стенок 14 см.
Исполнение элементов активной зоны из циркониевых сплавов вместо нержавеющей стали позволило сократить потребление урана.